# LATAM 에콰도르의 운항 노선
아래는 LATAM 에콰도르의 취항지 목록으로 자회사인 LATAM 아르헨티나, LATAM 페루, LATAM 칠레, LATAM 콜롬비아도 포함된다.(2012년 1월 현재)
유럽
 스페인
- 마드리드 - 마드리드 바라하스 국제공항

북아메리카
 미국
- 마이애미 - 마이애미 국제공항
- 뉴욕 - 존 F. 케네디 국제공항

남아메리카
 아르헨티나
- 부에노스아이레스 - 미니스토로 피스타리니 국제공항

 칠레
- 산티아고 - 코모도로 아르투로 메리노 베니테스 국제공항

 에콰도르
- 발트라 섬 - 시모어 공항
- 쿠엥카 - 마리스칼 라마르 국제공항
- 과야킬 - 호세 호아킨데 올메도 국제공항
- 만타 - 알파로 국제공항
- 키토 - 마리스칼 수크레 국제공항
- 산크리스토발 섬 - 산크리스토발 공항

 페루
- 리마 - 호르헤차베스 국제공항